# Hrvatica

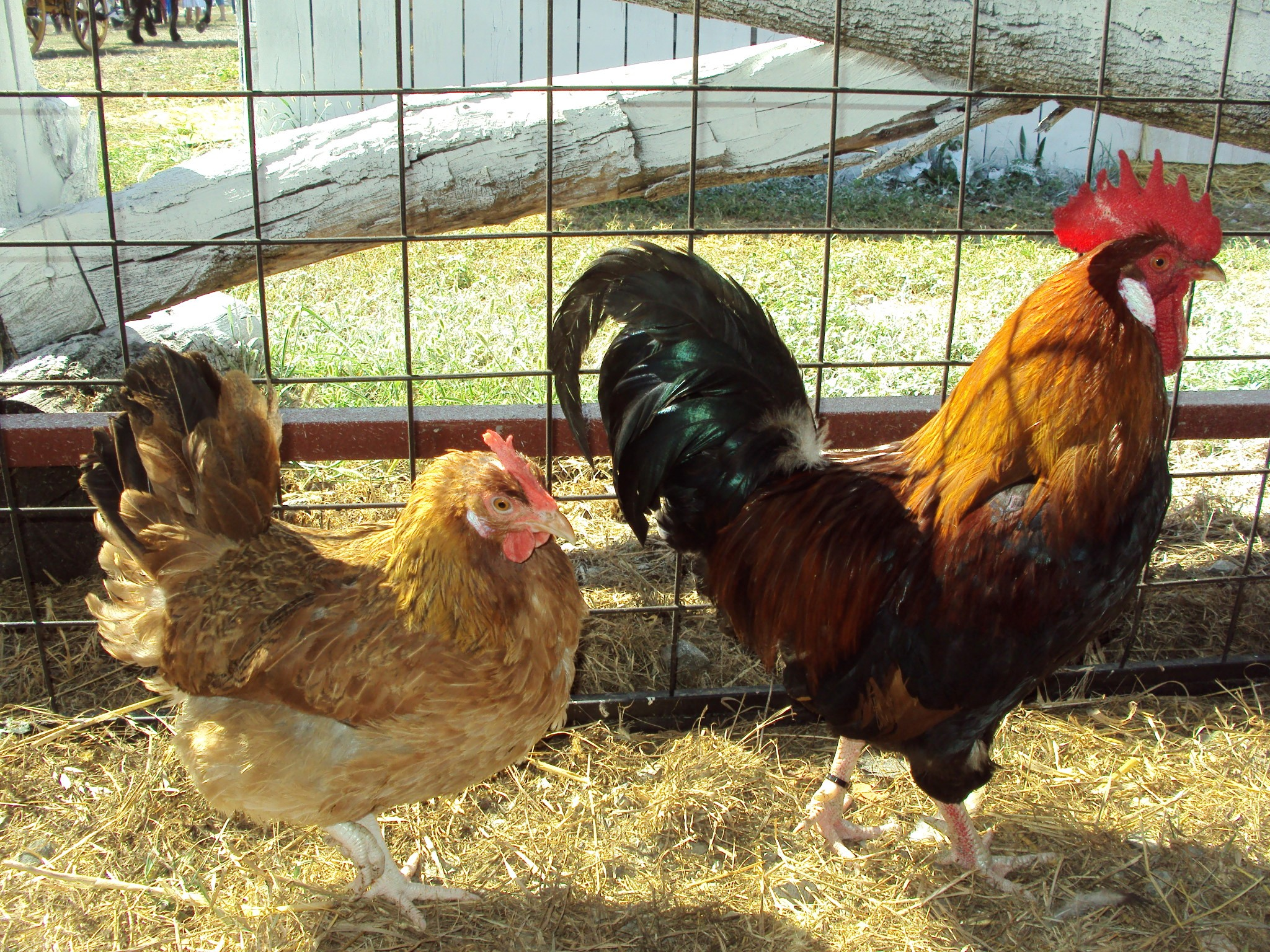
A Hrvatica

A Hrvatica vagy horvát tyúk egy őshonos háziasított tyúkfajta, mint magyar viszonylatban a magyar tyúk vagy erdélyi kopasznyakú tyúk.

## Fajtatörténet
A század elején, a muraközi (Međimurje) és podravinai falusi háztartásokban, a gazdaságban különös értéke volt a házi tyúknak, vagyis a „dudicának”, ahogy akkor hívták. Táplálkozása nagyon szerény volt, elegendő zöld étel mellett nagyon jó minőségű húst adott, sok tojást tojt. Emellett nagyon jó kotlós. Jó tulajdonságai miatt hamar elterjedt a Dráva folyó menti településeken. A kiválasztás és szakfelügyelés első lépéseit Ivan Lakuš (1891-1949) tette 1917-ben, a dráva-melléki Torčecből. A kisállatok kiállításán Zágrábban 1936-ban harmadik helyezést ért el, egy évvel később, Lipcsében pedig első lett. A legnagyobb sikerét 1937-ben éri el, mikor Karađorđevóban-Bačka Palanka mellett, ahol egy tojó verseny volt megtartva. Ez a fajta érte el a legjobb eredményt és itt kapta a hrvatica nevet. A háborús időszakok és a hibrid fajták megjelenése később teljesen elnyomják, kiszorítják. 1987-ben, Vladimir Čižmešija (Donja Dubrava) akciót indított, melynek célja ezeknek a tyúkoknak a visszahozása, megmentése a Muraköz és Podravina területén. Kb. harminc példányt gyűjtött össze, majd pár évvel ezután ugyanígy tett Večeslav Vostrel is Verőce területén.

## Fajtabélyegek, színváltozatok
Feje kicsi, csőre a piros és arany típusúnál világosabb, a feketénél sötétebb. Arca piros, taraja piros, kakasoknál hatszorosan recézve, öregebb tyúkoknál oldalra esik. Füllebenye kicsi, fehér. Torka piros és közepes nagyságú, a nyak proporcionális a testhez képest. Test: háromszög típus, hosszú, a tollak simulnak hozzá. Melltájék mély, széles, Háta szintén széles. Farktollak a kakasnál felfelé állnak, teljes szög alatt a háthoz viszonyítva, erős tollazat. A tyúknál háromszög alakú, mindig fekete. Láb erős, 4 ujjú, rövid, a piros és arany típusúnál sárga, a fekete típusúnál szürkés színű. A karom színe olyan, mint a csőré. Jó körülmények között 200-240 tojást tojnak évente.
Napjainkban fekete, piros és arany típusú színben tenyésztik őket. A fekete típusúnak metál-zöld fénye van, tolla a nyakán narancssárga. A vörös típusúnak teste vörös színű, a nyak narancssárga. A tyúknál a mell és has rész világosbarna, míg a hát és szárny rész tollal van fedve és középen sárgás, körülötte pedig sötétbarna. A farok fekete. A kakas háta barna vagy barnás-piros, melle és farka fekete, fényes. A tyúk tömege 2,5-3 kg, a kakasé 3,5-4 kg.

## Tulajdonságok
Igénytelensége miatt nagyon kedvelték. Régen kifejezetten azok a tyúkok voltak jók, melyek élelmük nagy részét maguk szedegették össze környezetükben. Ellenálló szervezete van és mindemellett kiválóak a teljesítményei, figyelemre méltó a tojáshozama!
| Általános tulajdonságok: | Általános tulajdonságok: |
| ------------------------ | ------------------------ |
| Tömege                   | kakas 4 kg, tojó 3 kg    |
| Gyűrűmérete              | kakas 22, tojó 16        |
| Tenyésztojás tömege      | ? g                      |
| Tojáshéj színe           | ?                        |
| Éves tojáshozama         | 200-240 db               |